# Mihaela Ciobanu
Mihaela Ciobanu, née le 30 janvier 1973 à Bucarest en Roumanie, est une handballeuse roumaine naturalisée espagnole qui a évolué au poste de gardienne de but.
Avec l'équipe nationale d'Espagne, elle a été médaillée de bronze du vice-championne d'Europe 2008 et médaillée de bronze au championnat du monde 2011 et aux Jeux olympiques de 2012 à Londres.

## Palmarès

### Club
- vainqueur de la coupe de l'IHF en 1993 (avec Rapid Bucarest)

### Équipes nationales
Roumanie
- 10e place au Championnat d'Europe 1994
- 12e place au Championnat du monde 1997

Espagne
- Médaillée d'argent au Championnat d'Europe 2008 en Macédoine.
- Médaillée de bronze au Championnat du monde 2011 au Brésil.
- Médaillée de bronze aux Jeux olympiques de 2012 à Londres ( Royaume-Uni).